# Niccolò da Poggibonsi
Niccolò da Poggibonsi (latino: Nicolaus de Podiobonito; fl. XIV secolo) è stato un francescano italiano vissuto nel XIV secolo.
Scrisse il "Libro d'Oltramare", redatto dopo il pellegrinaggio in Terrasanta del 1345-1350.

## Biografia
Da Poggibonsi, in Toscana, frà Niccolò, insieme a sette compagni (di cui soltanto sei tornarono in patria) partì alla volta di Venezia e da lì si imbarcò per l'isola di Cipro, dove rimase parecchi mesi al servizio di re Ugo IV.
Partì poi per Giaffa in Palestina. Visitò i luoghi santi di Gerusalemme e della Palestina, viaggiò fino a Damasco, tentò di raggiungere Babilonia di Caldea (nei pressi di quella che era già allora Baghdad).
S'imbarcò a Beirut per l'Egitto dove visitò Alessandria, Babilonia d'Egitto (ossia Fustat, che è la parte più antica del Cairo), Il Cairo (ossia la parte nuova) e i luoghi biblici della penisola del Sinai con il celebre e antichissimo Monastero di Santa Caterina.
Passando per Gaza, tornò in seguito sul delta del Nilo, a Damietta, da dove si imbarcò per Cipro. Da Cipro si imbarcò nuovamente per l'Italia, ma la navigazione fu così piena d'inaspettate avventure, che durò oltre quattro mesi, durante i quali la nave dovette passare dalle coste turche, far scalo a Tripoli (nell'attuale Libia) e in Istria presso Parenzo, dove fu sequestrato da briganti e dovette fuggire.
Giunto a Venezia alla fine del 1349, scese a Ferrara, dove si fermò un po' e solo in primavera del 1350, dopo cinque anni di viaggio, tornò nell'amata patria di Poggibonsi.